# Yahoo! Porta-Arquivos
Yahoo!Porta Arquivos (Yahoo! Briefcase no original) foi um serviço de hospedagem de arquivos do Yahoo!, o usuário podia armazenar 30 MB online. Em 2001 foi oferecido um serviço para armazenamento de fotos com 50 MB de espaço.
O Yahoo!Porta Arquivos estreou em Agosto de 1999 e foi descontinuado em Março de 2009.